# Ozark, Arkansas
Ozark är en stad och administrativ centralort i Franklin County i delstaten Arkansas, USA. Den har enligt United States Census Bureau en area på 18,7 km². Ozark har 3 525 invånare (2000).
Ozark ligger vid Arkansas Rivers nordligaste punkt. De franska upptäckarna gav platsen namnet Aux Arc, vilket sedan kom att förenklas till Ozark.